# International Press Telecommunications Council
L'International Press Telecommunications Council, con base a Londra, nel Regno Unito, è un consorzio che raggruppa le maggiori agenzie di stampa e aziende editoriali del mondo. Il nome registrato è "Comité International des Télécommunications de Presse", mentre correntemente viene utilizzata la ragione sociale International Press Telecommunications Council abbreviata in IPTC. Sviluppa e mantiene norme tecniche per lo scambio delle notizie che vengono utilizzate praticamente da tutte le più importanti agenzie di informazione del mondo.
Attualmente sono membri di IPTC circa 70 aziende e organizzazioni nel settore dell'informazione; non è ancora rappresentato il Sud America.
La maggior parte del lavoro corrente di IPTC coinvolge standard di business-to-business basati su XML per la condivisione di notizie e l'implementazione dello sviluppo di metadati avanzati per descrivere e classificare notizie, testi, foto, grafica, video e altri media.
Il consorzio IPTC è stato fondato nel 1965 da un gruppo di aziende editoriali come European Newspaper Publishers' Association (ENPA), American Newspaper Publishers Association (ora NAA), Fédération Internationale des Editeurs de Journaux (ora WAN) e North American News Agencies (un comitato misto Associated Press, Canadian Press e United Press International) per salvaguardare gli interessi nelle telecomunicazioni dell'editoria mondiale.

## IPTC Standards

### Photo/Image metadata (Foto/immagini dei metadati)
IPTC definisce un set di proprietà dei metadata che possono essere applicati a immagini, parte di un più ampio standard sviluppato negli anni novanta e noto come il Modello di interscambio di informazioni  IPTC (IIM). Le informazioni incorporate nell'immagine IIM sono spesso definiti come "IPTC header" (intestazione IPTC).
L'IPTC definisce uno standard informatico per l'archiviazione dei metadati (titoli, autori, agenzia, copyright, ecc.) relative alle immagini per l'editoria e la stampa, l'IPTC Core.

Queste specifiche sono utilizzate in particolare nei file JPEG e TIFF.
L'Extensible Metadata Platform (XMP) ha ampiamente superato la struttura dei file di intestazione immagine di IIM, ma gli attributi di immagine IIM sono definiti nello schema IPTC Core per XMP e la maggior parte dei programmi di manipolazione di immagini continuano a mantenere sincronizzati gli attributi XMP e non - XMP IPTC.

A causa della sua accettazione quasi universale tra i fotografi, anche dilettanti, questo è lo standard IPTC più largamente diffuso.

### IPTC G2-Standards Family
Utilizzando XML e il modello del W3C per il Web semantico, nel 2008 IPTC, ha lanciato una nuova serie di standard e specifiche per una costruzione modulare e molte metodologie per l'incorporamento dei metadati. Questo permette agli sviluppatori di creare applicazioni che utilizzano solo le parti necessarie se gli standard IPTC G2 sono richiesti dal cliente, e che consentono di ridurre i costi della programmazione riutilizzando i moduli XML e metadati. Ulteriormente gli standard IPTC G2 estendono l'ambito di formati di scambio al di là dei contenuti di notizie; includono i dati dell'evento e informazioni ben strutturate su persone, organizzazioni, punti di interesse, aree geopolitiche o concetti astratti.
Questi standard G2 sono già disponibili: NewsML-G2, EventsML-G2 e SportsML-G2. Anche se hanno ruoli diversi all'interno dell'industria editoriale condividono gran parte della stessa codifica XML.

#### NewsML-G2
NewsML-G2 agisce come un contenitore e organizzatore in modo che i fornitori di notizie (Agenzie ecc.) possano creare elementi di singola notizia — testo, foto, video o qualsiasi altra cosa — e impacchettarli in pacchetti coesi e concisi, che possono essere elaborati in automatico da software CMS web o sistemi di sale stampa (redazioni). I contenuti e le relazioni degli elementi singoli delle notizie possono essere descritti usando un ricco set di metadati.
NewsML-G2 non è un formato di mark-up (linguaggio marcatore) per testi o immagini. Ad esempio, non contiene paragrafi o tag per titoli. Piuttosto, è un contenitore e organizzatore che di per sé non agisce come uno specifico formato di contenuti.

#### EventsML-G2
EventsML-G2 ottimizza la condivisione di informazioni sugli eventi, come incontri, eventi sportivi, elezioni, e persino lanci di agenzia — praticamente qualsiasi attività o annuncio che possono essere classificati come un "evento". Utilizzando XML e i metadati, EventsML-G2 consente ai provider di notizie di creare ricche descrizioni per gli eventi più informazioni sulla copertura pianificata, e poi condividere tali informazioni con siti web, database, redazioni o altri clienti.

#### SportsML-G2
SportsML-G2 è un modo conveniente per condividere le statistiche di sport in modo conciso, inequivocabile. Sono supportati tutti i principali sport e alcuni sport che sono noti per le statistiche ricche o particolarmente complesse (come il baseball) può utilizzare moduli aggiuntivi speciali. SportsML-G2 ha trovato ampio utilizzo al di fuori del settore dell'editoria; tra i gruppi di utilizzatori vi sono squadre sportive, leghe di fantasy sports (sport virtuali), storici dell'editoria e dello sport e agenzie di scommesse sportive. SportsML-G2 è più recente del pari livello SportsML.

### NewsML
NewsML è uno standard XML sviluppato da IPTC per fornire una struttura portante per lo sviluppo di notizie multimediali, indipendenti dai media. Recentemente è stato sostituito da NewsML-G2, sebbene IPTC prevede di supportare questo standard come NewsML 1.x a tempo indeterminato.

### News Industry Text Format
News Industry Text Format (NITF) è una specifica XML pubblicata da IPTC che è stato progettata per standardizzare il contenuto e la struttura degli articoli di notizie basati su testo.

### SportsML
SportsML è un modo conveniente per condividere le statistiche di sport in modo conciso, inequivocabile. Sono supportati tutti i principali sport e alcuni sport che sono noti per le statistiche ricche o particolarmente complesse (come il baseball) può utilizzare moduli aggiuntivi speciali. SportsML ha trovato ampio utilizzo al di fuori del settore dell'editoria; tra i gruppi di utilizzatori vi sono squadre sportive, leghe di fantasy sports (sport virtuali), storici dell'editoria e dello sport e agenzie di scommesse sportive. È pari livello al simile e più recente SportsML-G2.

### IPTC 7901
IPTC 7901 è ancora un formato ampiamente usato per le notizie di testo normale, nonostante abbia più di trenta anni di età. È un parente stretto della Newspaper Association of America North American standard ANPA-1312, e usa controlli analoghi e altri caratteri speciali per creare un file che può essere utilizzato per pilotare sistemi di trattamento notizie computerizzati, foto compositori o anche macchine Teletype o telescrivente.

## Membri
- Agence France-Presse (afp), Francia
- ANSA,  Italia
- Associated Mediabase Limited, Regno Unito
- The Associated Press (AP),  U.S.A.
- Austria Presse Agentur (APA), Austria
- BBC Monitoring, Regno Unito
- Business Wire, U.S.A.
- Canada Newswire, Canada
- Canadian Press, Canada
- CCNMatthews, Canada
- CINTEC, Hong Kong
- Deutsche Presse-Agentur (dpa), Germania
- Dialog / NewsEdge Inc, U.S.A.
- Dow Jones and Company, U.S.A.
- European Alliance of News Agencies, Europe
- HINA, Croazia
- Japan Newspaper Publishers & Editors Association (NSK), Giappone
- Keystone Switzerland, Svizzera
- Kyodo News, Giappone
- Newspaper Association of America (NAA), U.S.A.
- The New York Times Company, U.S.A.
- The Press Association, Regno Unito
- PR Newswire Association, Regno Unito e U.S.A.
- Reuters Limited, Regno Unito
- SDA/ATS, Svizzera
- Tidningarnas Telegrambyra (TT), Svezia
- TMNEWS-APCOM, Italia
- United Press International (UPI), U.S.A.
- World Association of Newspapers (WAN)

## Organigramma di IPTC
Managing Director o Amministratore delegato è Michael Steidl.
Il Presidente di IPTC è Stéphane Guérillot, di Agence France-Presse (AFP).
Un elenco completo dei dirigenti e membri del Board of Directors (vertici dirigenziali) può essere trovato all'indirizzo https://www.iptc.org/site/Home/Work_Structure/#man.